# Hoymille
Hoymille [wamil] est une commune française située dans le département du Nord, en région Hauts-de-France.

## Toponymie
Hoymille serait « le marais à foins ». Il viendrait du néerlandais « hoy » (aujourd'hui hooi), le foin, et « mille », le marais, la prairie marécageuse. 

Hooimille en flamand.

## Géographie

### Situation, accès et transports

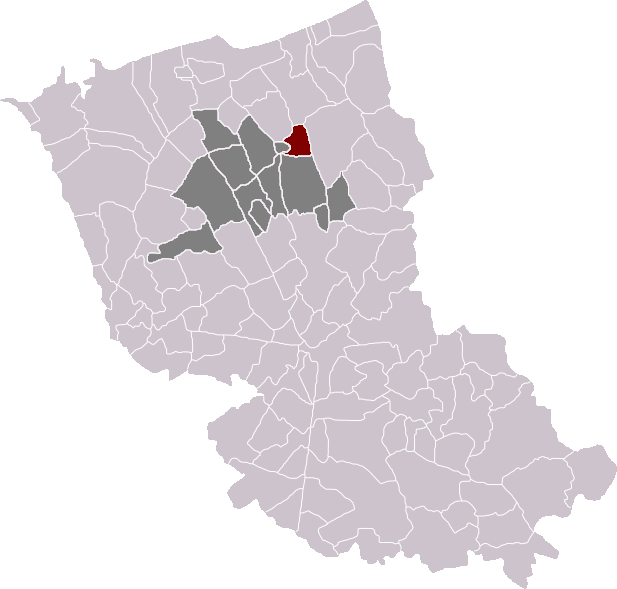
Hoymille dans son canton et son arrondissement.

Hoymille est située dans les Flandres françaises, département du Nord, à 10 km de Dunkerque et de la Belgique, sur l'axe autoroutier Dunkerque-Lille.

### Communes limitrophes
| Téteghem-Coudekerque-Village | Téteghem-Coudekerque-Village |        |
| Bergues                      | Hoymille                     | Warhem |
|                              | Quaëdypre                    |        |

### Urbanisme et habitat
En 2011, 6 maisons écologiques en bois, basses consommations sont en projet et/ou en cours de chantier sur le territoire communal (lotissement « Le Clos du Fort Lapin »).

### Hydrographie

#### Réseau hydrographique
La commune est située dans le bassin Artois-Picardie. Elle est drainée par la Shelvliet, le Grand Heyleet et le Petit Heyleet,.
Le canal de la Basse-Colme, est un canal  reliant Bergues à Hondschoote. Il fait partie du canal de la Colme. 

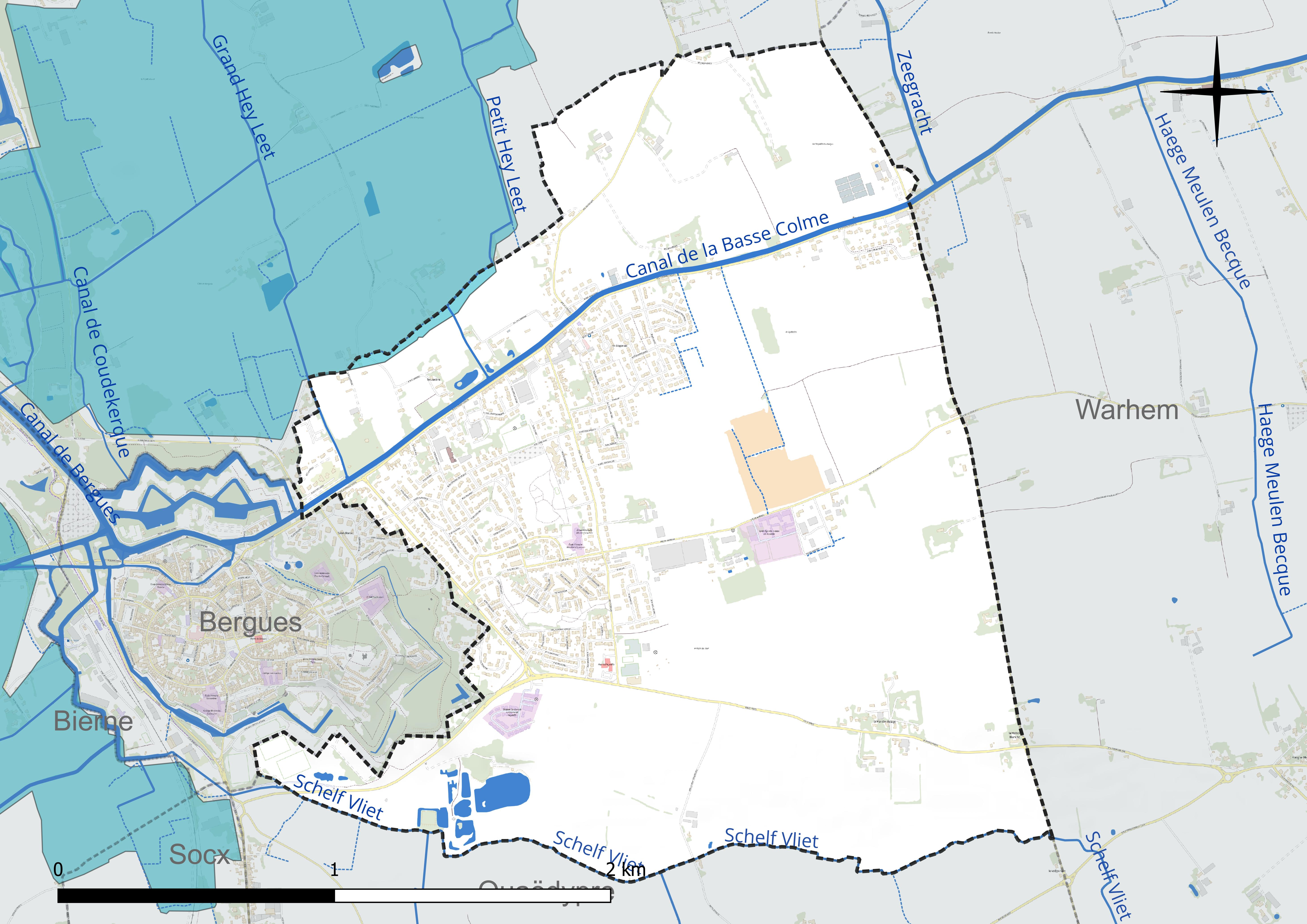
Réseau hydrographique de Hoymille.

#### Gestion et qualité des eaux
Le territoire communal est couvert par le schéma d'aménagement et de gestion des eaux (SAGE) « Delta de l'Aa ». Ce document de planification concerne un territoire de 1 208 km2 de superficie, délimité par le bassin versant de l'Aa. Le périmètre a été arrêté le 18 août 2000 et le SAGE proprement dit a été approuvé le 15 mars 2010. La structure porteuse de l'élaboration et de la mise en œuvre est l'Institution intercommunale des Wateringues. 
La qualité des cours d'eau peut être consultée sur un site dédié géré par les agences de l'eau et l'Agence française pour la biodiversité. 

### Climat
Pour des articles plus généraux, voir Climat des Hauts-de-France et Climat du Nord.
En 2010, le climat de la commune est de type climat océanique altéré, selon une étude du CNRS s'appuyant sur une série de données couvrant la période 1971-2000. En 2020, Météo-France publie une typologie des climats de la France métropolitaine dans laquelle la commune est exposée à un climat océanique et est dans la région climatique  Côtes de la Manche orientale, caractérisée par un faible ensoleillement (1 550 h/an) ; forte humidité de l'air (plus de 20 h/jour avec humidité relative > 80 % en hiver), vents forts fréquents. 
Pour la période 1971-2000, la température annuelle moyenne est de 10,6 °C, avec une amplitude thermique annuelle de 14 °C. Le cumul annuel moyen de précipitations est de 735 mm, avec 13 jours de précipitations en janvier et 7,9 jours en juillet. Pour la période 1991-2020, la température moyenne annuelle observée sur la station météorologique la plus proche, située sur la commune de Dunkerque à 9 km à vol d'oiseau, est de 11,7 °C et le cumul annuel moyen de précipitations est de 690,8 mm,. Pour l'avenir, les paramètres climatiques de la commune estimés pour 2050 selon différents scénarios d'émission de gaz à effet de serre sont consultables sur un site dédié publié par Météo-France en novembre 2022.

## Urbanisme

### Typologie
Au 1er janvier 2024, Hoymille est catégorisée petite ville, selon la nouvelle grille communale de densité à sept niveaux définie par l'Insee en 2022.
Elle appartient à l'unité urbaine de Bergues, une agglomération intra-départementale regroupant quatre  communes, dont elle est ville-centre,,. Par ailleurs la commune fait partie de l'aire d'attraction de Dunkerque, dont elle est une commune de la couronne,. Cette aire, qui regroupe 66 communes, est catégorisée dans les aires de 200 000 à moins de 700 000 habitants,.

### Occupation des sols
L'occupation des sols de la commune, telle qu'elle ressort de la base de données européenne d'occupation biophysique des sols Corine Land Cover (CLC), est marquée par l'importance des territoires agricoles (77,7 % en 2018), en diminution par rapport à 1990 (80,9 %). La répartition détaillée en 2018 est la suivante : 
terres arables (61,1 %), zones urbanisées (21,6 %), prairies (10,9 %), zones agricoles hétérogènes (5,7 %), forêts (0,7 %). L'évolution de l'occupation des sols de la commune et de ses infrastructures peut être observée sur les différentes représentations cartographiques du territoire : la carte de Cassini (XVIIIe siècle), la carte d'état-major (1820-1866) et les cartes ou photos aériennes de l'IGN pour la période actuelle (1950 à aujourd'hui).

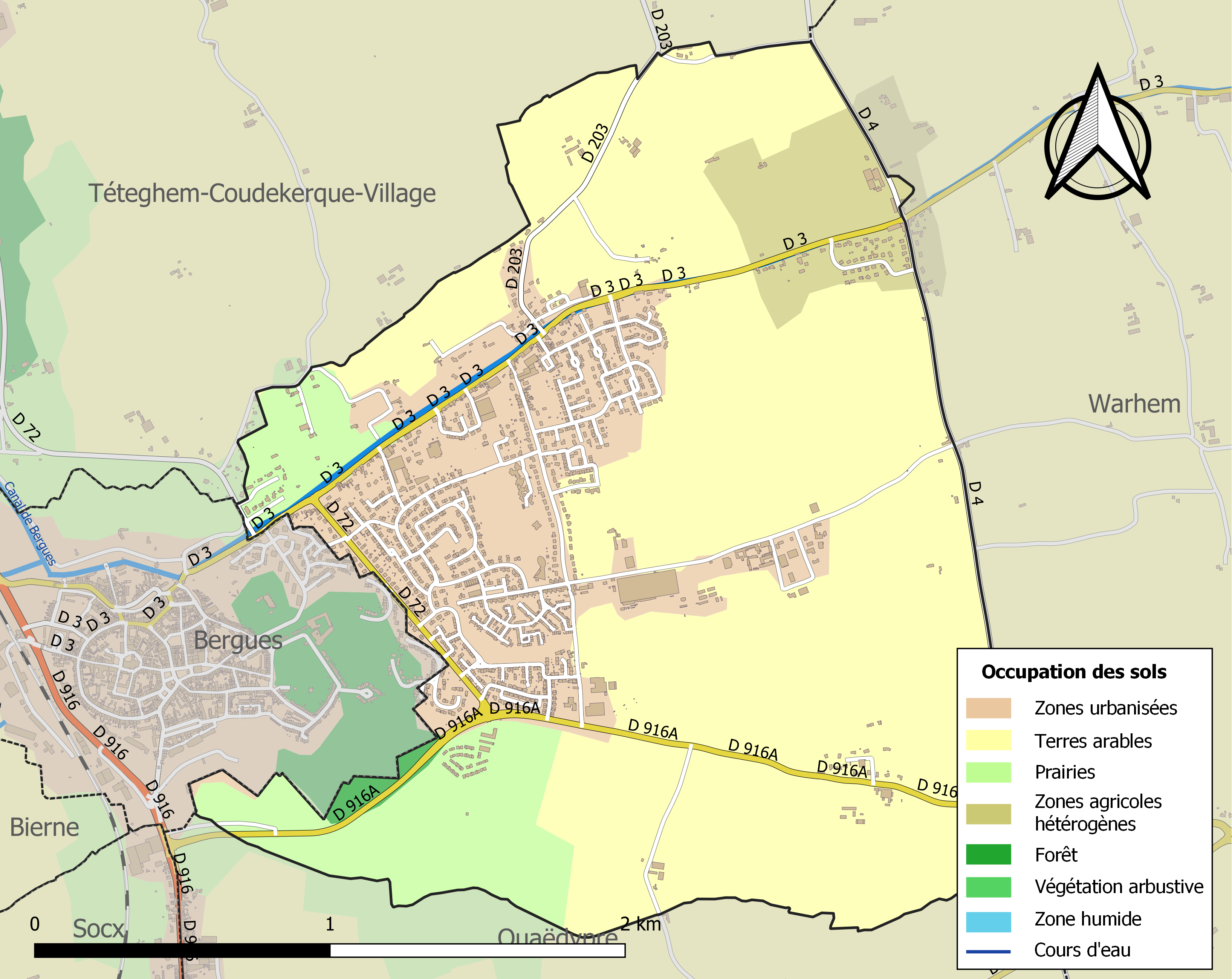
Carte des infrastructures et de l'occupation des sols de la commune en 2018 (CLC).

## Histoire
Hoymille naquit du retrait de la mer en 1067, lié à l'assèchement des Xe et XIe siècles. Toutefois, des antiquités romaines y ont été retrouvées, montrant soit un peuplement soit un passage ancien. N'existant comme commune que depuis la Révolution française (1790), elle fut longtemps une paroisse dépendant de Bergues, dont elle formait la partie rurale, et qu'elle approvisionnait.
Mathilde de Portugal, comtesse de Flandre, adjuge, à une date non connue (mais avant 1191, date à laquelle elle n'est plus comtesse de Flandre), la dîme de Hoymille à l'abbaye Saint-Winoc de Bergues, la possession de cette dîme était contestée à l'abbaye par Giselbert de Wiserna (sans doute Wizernes) et Eustache d'Eeckout. En 1200, Baudouin VI de Hainaut, comte de Flandre, confirme la possession de la dîme à l'abbaye Saint-Winoc. Ce qui n'empêche pas une nouvelle contestation par une dame Camina de Gardin et ses cohéritiers de Basile du Gardin, débat tranché en 1201 par Giselbert, châtelain de Bergues qui confirme la possession à l'abbaye, arbitrage confirmé la même année par Lambert, évêque de Thérouanne, le châtelain de Lille Jean attestant pour sa part en 1203 que des vassaux de Mathilde ont adjugé à l'abbaye de Bergues la dîme de Hoymille.
Vers 1580, Philippe de Zuytpeene, écuyer, est seigneur de Hoymille, marié à Marie Lootin, fille d'un grand bailli de Bergues, et père de Jossine, abbesse de l'abbaye de Saint-Victor à Bergues, et de Marie, femme de Jacques de Bierne, écuyer, seigneur de Halle, grand bailli de Bergues en 1564.
De 1584 à 1586, Jacques van Zuytpeene, seigneur de Hoymille est cité parmi les principaux dirigeants communaux (le magistrat) de Bergues, soit poortmestre ou chef des bourgeois soit chef de la Loi.
En 1629, Charles de Bierne, chevalier, est seigneur de la Halle, de Hoymille et Quaëdypre.
Riche de 4 moulins, de terres maraichères, l'habitat comporte en 1820 environ 78 maisons ou fermes, où l'on produit notamment de l'engrais et des céréales.
Pendant la première guerre mondiale, Hoymille fait partie en 1917 d'un commandement d'étapes basé à Quaëdypre, c'est-à-dire un élément de l'armée organisant le stationnement de troupes, comprenant souvent des chevaux, pendant un temps plus ou moins long, sur les communes dépendant du commandement, en arrière du front. Hoymille a donc accueilli des troupes de passage. La commune fait également partie du commandement d'étapes installé à Bergues en 1917-1918 ou encore de celui de Coudekerque-Branche en 1918, de celui de Spycker-Steene en 1917-1918.
Le 9 février 1918, un incendie éclate dans une ferme (ferme Laurent Clodoré) où séjournaient des troupes : le 18e escadron du train, service routier, 19 chevaux ont été brûlés, un très grièvement atteint
De la fin du XIXe siècle à la Seconde Guerre mondiale, l'habitat croît modérément, malgré l'arrivée du chemin de fer en 1895. À la veille du conflit c'est encore un village rural, fort de 12 fermes, pour 400 habitants.
Depuis les années 1960, la construction de lotissements d'habitation a bouleversé la physionomie du village, qui a constitué à partir des années 1970 un lieu très tranquille à proximité immédiate de leur lieu de travail, situé souvent dans le Dunkerquois.

## Héraldique
| Blason de Hoymille | Les armes de Hoymille se blasonnent ainsi : "D'or au chef échiqueté d'azur et d'argent de trois traits." |

## Politique et administration
| Période                                  | Période    | Identité                          | Étiquette | Qualité                                                                                          |
| ---------------------------------------- | ---------- | --------------------------------- | --------- | ------------------------------------------------------------------------------------------------ |
| Les données manquantes sont à compléter. |            |                                   |           |                                                                                                  |
| 1793                                     | 1802       | Louis Lafsael ou Lassael          |           |                                                                                                  |
| 1803                                     | 1807       | Louis Du Haut                     |           |                                                                                                  |
| 1808                                     | 1814       | Jacques Coppens                   |           |                                                                                                  |
| 1814                                     | 1815       | Pierre Duhamel                    |           |                                                                                                  |
| 1815                                     | 1838       | Charles Bauden                    |           |                                                                                                  |
| 1838                                     | mars 1847  | Louis Bisschop                    |           |                                                                                                  |
| mars 1847                                | mai 1847   | Louis Thulliez                    |           | Maire provisoire                                                                                 |
| mai 1847                                 | avril 1848 | Louis Dewaele                     |           |                                                                                                  |
| avril 1848                               | août 1848  | Désiré Dewulf                     |           | Maire provisoire                                                                                 |
| août 1848                                | 1868       | Louis Dewaele                     |           |                                                                                                  |
| 1868                                     | 1903       | Auguste Vernaelde                 |           |                                                                                                  |
| 1904                                     | 1917       | Auguste Vandenbavière             | DVD       |                                                                                                  |
| 1917                                     | 1919       | Louis Coudevylle                  |           | Adjoint intérimaire                                                                              |
| 1919                                     | 1955       | Paul Vandenbavière                | DVD       |                                                                                                  |
| 1955                                     | mars 2001  | Jacques Vandenbavière (1921-2006) | DVD       |                                                                                                  |
| mars 2001                                | mars 2014  | Sylvie Desmarescaux               | DVD       | Assistante sociale Sénatrice du Nord (2001 → 2011) Vice-présidente de la CC du canton de Bergues |
| mars 2014                                | En cours   | Daniel Thamiry                    | DVD       | Expert-comptable Premier adjoint au maire (2001 → 2014) Réélu pour le mandat 2020-2026           |

## Population et société

### Démographie

#### Évolution démographique
L'évolution du nombre d'habitants est connue à travers les recensements de la population effectués dans la commune depuis 1793. Pour les communes de moins de 10 000 habitants, une enquête de recensement portant sur toute la population est réalisée tous les cinq ans, les populations de référence des années intermédiaires étant quant à elles estimées par interpolation ou extrapolation. Pour la commune, le premier recensement exhaustif entrant dans le cadre du nouveau dispositif a été réalisé en 2008.

En 2022, la commune comptait 3 206 habitants, en évolution de −0,56 % par rapport à 2016 (Nord : +0,51 %, France hors Mayotte : +2,11 %).
| 1793 | 1800 | 1806 | 1821 | 1831 | 1836 | 1841 | 1846 | 1851 |
| ---- | ---- | ---- | ---- | ---- | ---- | ---- | ---- | ---- |
| 637  | 460  | 487  | 480  | 500  | 505  | 552  | 539  | 521  |

| 1856 | 1861 | 1866 | 1872 | 1876 | 1881 | 1886 | 1891 | 1896 |
| ---- | ---- | ---- | ---- | ---- | ---- | ---- | ---- | ---- |
| 505  | 508  | 503  | 477  | 489  | 468  | 487  | 439  | 465  |

| 1901 | 1906 | 1911 | 1921 | 1926 | 1931 | 1936 | 1946 | 1954 |
| ---- | ---- | ---- | ---- | ---- | ---- | ---- | ---- | ---- |
| 441  | 462  | 481  | 449  | 437  | 426  | 444  | 404  | 391  |

| 1962 | 1968 | 1975  | 1982  | 1990  | 1999  | 2006  | 2008  | 2013  |
| ---- | ---- | ----- | ----- | ----- | ----- | ----- | ----- | ----- |
| 385  | 545  | 2 042 | 3 142 | 3 256 | 3 097 | 3 050 | 3 032 | 3 247 |

| 2018  | 2022  | - | - | - | - | - | - | - |
| ----- | ----- | - | - | - | - | - | - | - |
| 3 204 | 3 206 | - | - | - | - | - | - | - |

#### Pyramide des âges
En 2018, le taux de personnes d'un âge inférieur à 30 ans s'élève à 30,7 %, soit en dessous de la moyenne départementale (39,5 %). À l'inverse, le taux de personnes d'âge supérieur à 60 ans est de 31,8 % la même année, alors qu'il est de 22,5 % au niveau départemental.
En 2018, la commune comptait 1 527 hommes pour 1 677 femmes, soit un taux de 52,34 % de femmes, légèrement supérieur au taux départemental (51,77 %).
Les pyramides des âges de la commune et du département s'établissent comme suit.
| Hommes | Classe d’âge | Femmes |
| ------ | ------------ | ------ |
| 0,2    | 90 ou +      | 0,4    |
| 6,4    | 75-89 ans    | 8,2    |
| 24,3   | 60-74 ans    | 24,2   |
| 22,4   | 45-59 ans    | 21,0   |
| 15,1   | 30-44 ans    | 16,3   |
| 14,3   | 15-29 ans    | 11,7   |
| 17,4   | 0-14 ans     | 18,2   |

| Hommes | Classe d’âge | Femmes |
| ------ | ------------ | ------ |
| 0,5    | 90 ou +      | 1,4    |
| 5,3    | 75-89 ans    | 8,1    |
| 14,8   | 60-74 ans    | 16,2   |
| 19,1   | 45-59 ans    | 18,4   |
| 19,5   | 30-44 ans    | 18,7   |
| 20,7   | 15-29 ans    | 19,1   |
| 20,2   | 0-14 ans     | 18     |

## Vie locale

### Enseignement
Hoymille avait à l'époque deux écoles primaires, une a fermé au début des années 2010. Elle ne compte donc désormais plus qu'une seule école primaire, l'école Maurice-Schumann.

### Culture

#### Personnalités liées à la commune
- PZK

## Lieux et monuments
- Église Saint-Gérard (avril 1907-juillet 1908), érigée sur les plans de l'architecte Georges Van Den Broeck. En briques et pierres, couverte d'ardoises, c'est une église paroissiale, propriété diocésaine. Fonts baptismaux et divers objets des XVIIIe (récipients pour les cendres) et XIXe siècles (calices, ciboires)

## Pour approfondir